# Parlamentswahl in Griechenland 2007
- KKE: 22
- SYRIZA: 14
- PASOK: 102
- ND: 152
- LAOS: 10

Die vorgezogene Parlamentswahl in Griechenland 2007 fand am 16. September 2007 statt. Der reguläre Wahltermin wäre im März 2008 gewesen. Bei der Wahl wurden die 300 Abgeordneten des Griechischen Parlaments neu bestimmt. Die Wahl stand im Schatten der verheerenden Waldbrände in Griechenland im Sommer 2007 und den Vorwürfen, die die Opposition der Regierung bezüglich ihres Krisenmanagements gemacht hatte.
Trotz einiger Verluste erhielt die Partei Nea Dimokratia (ND) unter Führung des bisherigen Ministerpräsidenten Kostas Karamanlis eine unerwartet deutliche Mehrheit. Die konkurrierende Panellinio Sosialistiko Kinima (PASOK) unter ihrem Kandidaten Giorgos Andrea Papandreou verlor deutlich stärker. Gewinner wurden die Linksparteien, wie die Kommunistische Partei Griechenlands (KKE) und das Linksbündnis Koalition der Radikalen Linken (SYRIZA), aber auch die als rechtsnational-religiös eingeschätzte Partei Laikos Orthodoxos Synagermos (LAOS) konnte mit 3,8 Prozent der Stimmen zum ersten Mal ins Parlament einziehen.

## Wahlrecht und Wahlpflicht
Im griechischen Wahlrecht gilt eine Drei-Prozent-Klausel. Die Stimmen kleiner Parteien, welche diese Hürde nicht überschreiten können, werden nach griechischem Wahlrecht in der Sitzverteilung automatisch der stärksten Partei zugeschlagen, um eine Regierungsbildung zu erleichtern. Zudem reicht für die stärkste Partei eine einfache Mehrheit der Stimmen, um die Mehrheit der 300 Sitze im Parlament zu erlangen. Es muss also nicht unbedingt eine Koalition eingegangen werden, um eine absolute Mehrheit zu bekommen.
In Griechenland ist die Veröffentlichung von demoskopischen Wahlprognosen 2 Wochen lang vor dem Wahltermin verboten. Deshalb sind sogenannte „Nachwahlumfragen“, welche direkt nach Schließung der Wahllokale ab 19:00 veröffentlicht werden, der erste Indikator für den möglichen Wahlausgang.
In Griechenland herrscht eine Wahlpflicht für alle griechischen Bürger über 18 Jahre, ein Versäumnis wird allerdings seit einer Verfassungsänderung von 2001 nicht mehr geahndet. So betrug die Wahlbeteiligung an der Parlamentswahl 2007 nur zirka 74 Prozent. Die Kombination aus Wahlpflicht und griechischem Melderecht sorgt bei jeder Wahl für ein erhöhtes Reiseaufkommen, da im „Heimatort“ gewählt werden muss, der oft nicht mit dem Wohnort übereinstimmt. Arbeitnehmer können bis zu drei Tagen frei bekommen, Fährtickets werden zum großen Teil von den großen Parteien finanziert.

## Parteien
Zur Wahl traten 22 verschiedene Parteien an.
Die bisher im Parlament vertretenen Parteien:
| Parlamentsparteien | Parlamentsparteien | Parlamentsparteien | Parlamentsparteien | Parlamentsparteien | Parlamentsparteien |
| Logo               | Logo               | Name | Ausrichtung        | Spitzenkandidat    | Spitzenkandidat    |
| ------------------ | ------------------ | --- | ------------------ | ------------------ | ------------------ |
|                    | Logo der ND        | Nea Dimokratia (ND) Νέα Δημοκρατία (ΝΔ) Neue Demokratie                                                                          | konservativ        | Kostas Karamanlis  | Kostas Karamanlis  |
|                    | Logo der PASOK     | Panellinio Sosialistiko Kinima (PASOK) Πανελλήνιο Σοσιαλιστικό Κίνημα (ΠΑΣΟΚ) Panhellenische Sozialistische Bewegung             | sozialdemokratisch | Giorgos Papandreou | Giorgos Papandreou |
|                    | Logo der KKE       | Kommounistiko Komma Elladas (KKE) Κομμουνιστικό Κόμμα Ελλάδας (KKE) Kommunistische Partei Griechenlands                          | kommunistisch      | Aleka Papariga     | Aleka Papariga     |
|                    | Logo der SYRIZA    | Synaspismos tis Rizospastikis Aristeras (SYRIZA) Συνασπισμός της Ριζοσπαστικής Αριστεράς (ΣΥΡΙΖΑ) Koalition der Radikalen Linken | linkssozialistisch | Alekos Alavanos    | Alekos Alavanos    |

## Wahlergebnis
Die ND erreichte mit Mühe die absolute Mehrheit von zwei Sitzen (152 von 300). Sie verlor etwa 380.000 Stimmen, was 11,5 % ihrer Stärke entspricht. Die PASOK verlor um die 270.000 Stimmen (10 % ihrer Stärke) und büßte nach dem Machtverlust von 2004 noch einmal an Unterstützung ein.
Die KKE gewann etwa 140.000 Stimmen hinzu und erhöhte ihre Stärke ungefähr um 32 %. SYN/SYRIZA erhöhte seine Kraft etwa um 115.000 Stimmen, eine Zunahme von 48 %. Insgesamt gewannen KKE und SYN/SYRIZA um die 255.000 Stimmen hinzu und näherten sich 13,19 % gegenüber 9,16 % vor vier Jahren (zusammen mit der außerparlamentarischen Linken erhielt die Linke insgesamt zirka 14 %). Es war der höchste Prozentsatz, den die beiden linken Parteien seit 1990 erhalten haben.
Die nationalistisch-religiöse Partei LAOS zog mit 10 Abgeordneten in das Parlament der Hellenischen Republik ein. Die LAOS gewann um die 110.000 Stimmen hinzu und erhöhte ihre Stärke ungefähr um 70 %. Diese Partei scheiterte bei den Parlamentswahlen 2004 noch an der 3 %-Hürde (2,19 %), erreichte jedoch dann im selben Jahr bei den Europawahlen einen Stimmanteil von 4,1 % und ist seitdem mit einem Abgeordneten im Europaparlament vertreten.
Mit diesen Zahlen als Ergebnis konnte die ND alleine regieren. Somit hatten die Griechen ein Fünfparteien-Parlament mit einer deutlich gestärkten Linken (KKE und SYN/SYRIZA zusammen) und mit einer rechtsnational-religiöse Partei LAOS (dt. „Volk“) in der Opposition.
| Listen                   | Listen                                                           | Stimmen   | %    | +/-  | Mandate | +/- |
| ------------------------ | ---------------------------------------------------------------- | --------- | ---- | ---- | ------- | --- |
|                          | Nea Dimokratia (ND)                                              | 2.994.979 | 41,8 | −3,5 | 152     | −13 |
|                          | Panellinio Sosialistiko Kinima (PASOK)                           | 2.727.279 | 38,1 | −2,4 | 102     | −15 |
|                          | Kommounistiko Komma Elladas (KKE)                                | 583.750   | 8,2  | +2,2 | 22      | +10 |
|                          | Synaspismos tis Rizospastikis Aristeras (SYRIZA)                 | 361.101   | 5,0  | +1,8 | 14      | +8  |
|                          | Laikos Orthodoxos Synagermos (LAOS)                              | 271.809   | 3,8  | +1,6 | 10      | +10 |
|                          | Ikologi Prasini                                                  | 75.502    | 1,1  | Neu  | –       | Neu |
|                          | Dimokratiki Anagennisi                                           | 57.167    | 0,8  | Neu  | –       | Neu |
|                          | Enosi Kendroon (EK)                                              | 20.840    | 0,3  | ±0,0 | –       | ±0  |
|                          | Kommounistiko Komma Elladas (marxistiko-leninistiko) (KKE (m-l)) | 17.555    | 0,2  | +0,1 | –       | ±0  |
|                          | Metopo Rizospastikis Aristeras (MERA)                            | 11.843    | 0,2  | ±0,0 | –       | ±0  |
|                          | Enotiki Antikapitalistiki Aristera (ENANTIA)                     | 10.604    | 0,1  | Neu  | –       | Neu |
|                          | Marxistiko-Leninistiko Kommounistiko Komma Elladas (ML KKE)      | 8.137     | 0,1  | ±0,0 | –       | ±0  |
|                          | Fileleftheri Symmachia                                           | 7.498     | 0,1  | Neu  | –       | Neu |
|                          | Komma Fileleftheron                                              | 3.099     | 0,0  | ±0,0 | –       | ±0  |
|                          | Organosi gia tin Anasynkrotisi tou KKE (OAKKE)                   | 2.473     | 0,0  | ±0,0 | –       | ±0  |
|                          | Agonistiko Sosialistiko Komma Elladas (ASKE)                     | 2.109     | 0,0  | ±0,0 | –       | ±0  |
|                          | Ellines Ikologi                                                  | 1.740     | 0,0  | N/A  | –       | N/A |
|                          | Fos Alitheia Dikaiosyni                                          | 970       | 0,0  | Neu  | –       | Neu |
|                          | Dimokratiki Pagkosmios Ellas                                     | 10        | 0,0  | Neu  | –       | Neu |
|                          | Perferiaki Astiki Anaptyxi (PAA)                                 | 5         | 0,0  | Neu  | –       | Neu |
|                          | Unabhängige                                                      | 536       | 0,0  | ±0,0 | –       | ±0  |
| Gesamt                   | Gesamt                                                           | 7.159.006 | 100  |      | 300     | –   |
|                          |                                                                  |           |      |      |         |     |
| Leere Stimmzettel        | Leere Stimmzettel                                                | 47.170    | 0,6  | +0,1 |         |     |
| Ungültige Stimmzettel    | Ungültige Stimmzettel                                            | 148.850   | 2,0  | +0,4 |         |     |
| Wähler                   | Wähler                                                           | 7.355.026 | 74,2 | –2,3 |         |     |
| Wahlberechtigte          | Wahlberechtigte                                                  | 9.918.917 |      |      |         |     |
|                          |                                                                  |           |      |      |         |     |
| Quelle: Innenministerium |                                                                  |           |      |      |         |     |

## Trivia
Vicky Leandros gelang es nicht, für die PASOK ein Mandat zu erreichen.